# Huỳnh Hiểu Minh
Huỳnh Hiểu Minh (tiếng Trung: 黃曉明, tiếng Anh: Huang Xiao-Ming; sinh ngày 13 tháng 11 năm 1977) là một nam diễn viên, ca sĩ, nhà sản xuất phim, doanh nhân người Trung Quốc.

## Tiểu sử
Cha anh là kỹ sư còn mẹ làm kế toán. Năm 9 tuổi, anh được một xưởng phim chọn đóng một vai nhí chính trong phim điện ảnh. Khi còn đi học, Huỳnh Hiểu Minh từng mơ ước trở thành nhà khoa học, nhưng giáo viên dạy ngoại ngữ khuyên anh nên nộp đơn thi vào Học viện Điện ảnh Bắc Kinh. Một tuần trước kỳ thi đại học, chân anh bị xe jeep chẹt qua cán phải nhưng may mắn thay vết thương không nghiêm trọng nhờ anh đi đôi ủng của quân đội.
Sự nghiệp diễn xuất bắt đầu với "Hán Vũ thiên tử" trong 2001. Với ngoại hình đẹp, cao ráo, phong độ, anh được chọn góp mặt trong nhiều bộ phim "Phong Thanh", "Triệu thị cô nhi", "Diệp Vấn 2", ... và có được những thành công nhất định.
Năm 2006 anh vào vai chính Dương Quá trong phim Thần điêu đại hiệp. Nhờ bộ phim này mà tiếng tăm của anh được cả Châu Á biết đến.
Năm 2007 anh vào vai chính Hứa Văn Cường trong phim Tân Bến Thượng Hải. Bộ phim ghi dấu ấn đậm nét về lối diễn xuất của anh.
Năm 2008 anh vào vai chính Vi Tiểu Bảo trong phim Lộc Đỉnh ký. Bộ phim này khiến cho anh nhận được nhiều lời khen từ công chúng.
Tại Thế vận hội Mùa hè 2008 ở Trung Quốc có bài hát mang tên Bắc Kinh đón chào bạn (tiếng Trung Quốc: 北京歡迎你, giản thể: 北京欢迎你, Bính âm: Beijing huanying ni, Hán Việt: Bắc Kinh hoan nghênh nhĩ, tiếng Anh: Beijing Welcomes You) được phát hành. Đây là bài hát nhân dịp đếm ngược 100 ngày đến Olympic của Thế vận hội Mùa hè 2008 tổ chức tại Bắc Kinh. Bài hát được trình bày bởi 100 ca sĩ nổi tiếng đến từ các nước Trung Quốc, Đài Loan, Hồng Kông, Hàn Quốc, Nhật Bản, Mông Cổ và Singapore. Huỳnh Hiểu Minh là một trong số 100 ca sĩ trình bày bài hát đó. Video của bài hát chiếu những nơi nổi tiếng ở khắp khu vực Bắc Kinh.
Năm 2013 anh đóng vai chính Nhạc Phi trong phim Tinh trung Nhạc Phi. Bộ phim này là bước ngoặt lớn trong sự nghiệp diễn xuất của anh. Với kinh nghiệm diễn xuất nhiều năm, cộng với độ tuổi 36 gần với nhân vật Nhạc Phi, anh đã thể hiện chân thật nhất một anh hùng Nhạc Phi trong lịch sử Trung Quốc vào thế kỷ 12. Ngoài ra, anh cùng với nữ ca sĩ Đàm Tinh cùng song ca ca khúc Tinh trung truyền kỳ trong bộ phim này. Với giọng ca dũng mãnh của anh và giọng ca vang vọng ma mị của Đàm Tinh, Tinh trung truyền kỳ trở thành một ca khúc thể hiện rõ sự bi hùng, bi tráng và bi thương của Nhạc Phi.
Bên cạnh vai trò diễn viên, Huỳnh Hiểu Minh còn là doanh nhân thành đạt ở Trung Quốc. Anh có bằng EMBA (cao học quản trị kinh doanh), là sao nam có thu nhập cao nhất 2011, sao gốc Hoa kiếm tiền giỏi nhất năm 2012, top sao gốc Hoa nổi bật của Forbes từ 2013 - 2016. Hiện tại, anh đang kinh doanh tại 48 công ty về ẩm thực, thời trang, khoa học kỹ thuật ...
Ngày 08/10/2015 sau 6 năm yêu nhau ồn ào, Huỳnh Hiểu Minh và AngelaBaby chính thức trở về một nhà với nhau. Tổng tài bá đạo và công chúa ngọt ngào đã làm nên cặp đôi đẹp nhất nhì showbiz Hoa ngữ. Sau đó 2017, họ chào đón bé trai đầu lòng Tiểu Bọt Biển.
Thời điểm cận Tết 2022, cặp đôi Huỳnh Hiểu Minh - Angela Baby khiến cả Châu Á ngỡ ngàng khi tuyên bố ly hôn

## Các phim đã đóng

### Phim truyền hình
| Năm  | Tên                                     | Tên Tiếng Anh                          | Vai                  | Bạn Diễn                                                       | Số Tập | Ghi Chú   |
| ---- | --------------------------------------- | -------------------------------------- | -------------------- | -------------------------------------------------------------- | ------ | --------- |
| 1998 | Tình yêu không phải trò chơi            |                                        | Tiêu Trác            | Điền Hải Dung                                                  | 16     |           |
| 2000 | Trường Anh Tại Thủ                      |                                        | Trương Lực           | Hứa Tình, Hồ Khả, Trần Tiểu Xuân                               | 44     |           |
| 2001 | Võng Trùng Nhật Kí                      |                                        | Du Bạch Mi           |                                                                | 20     |           |
| 2001 | Sóng Gió Long Châu                      |                                        | Địch Quang Viễn      | Tống Xuân Lệ, Trần Bảo Quốc, Miêu Ất Ất                        | 25     |           |
| 2001 | Đại Hán Thiên tử 1, 2, 3                |                                        | Hán Vũ Đế            | Trần Đạo Minh, Giả Tịnh Văn, Trần Tử Hàm, Ninh Tịnh            | 40     |           |
| 2002 | Đường Bá Hổ                             | Flirting Scholar                       | Đường Bá Hổ          |                                                                |        |           |
| 2002 | Huyện Lệnh Vô Địch                      |                                        | Thiên Long thái tử   | Tô Hữu Bằng, Vương Diễm, Tống Đan Đan, Khấu Chấn Hải           | 44     |           |
| 2003 | Hoa Ni Muội Muội                        |                                        | Nhậm Chi Dương       |                                                                | 30     |           |
| 2003 | Hoàn Châu Cách Cách 3                   |                                        | Tiêu Kiếm            | Vương Diễm, Huỳnh Dịch, Cổ Cự Cơ, Mã Y Lợi, Châu Kiệt, Tần Lam | 40     |           |
| 2003 | Thiếu Niên Phong Lưu Đường Bá Hổ        |                                        | Đường Bá Hổ          | Trịnh Gia Du                                                   | 28     |           |
| 2004 | Long Phiếu                              |                                        | Kì Tử Tuấn           | Tần Lam, Tu Khánh                                              | 44     |           |
| 2005 | Gái Tài Trai Sắc                        |                                        | Vương Quân           | Lê Nhất Huyên                                                  | 20     |           |
| 2005 | Liêu Trai Chí Dị [phần Lục Phán]        |                                        | Bạch Dương           | Lý Lập Quần                                                    | 36     |           |
| 2006 | Thần điêu đại hiệp                      | Return Of The Condor Heroes            | Dương Quá            | Lưu Diệc Phi                                                   | 41     |           |
| 2007 | Tân Bến Thượng Hải                      | Shanghai Bund                          | Hứa Văn Cường        | Tôn Lệ                                                         | 42     |           |
| 2008 | Tân Lộc đỉnh ký                         | The Duke Of The Mount Deer/Royal Tramp | Vi Tiểu Bảo          | Chung Hán Lương, Ứng Thể Nhi                                   | 50     |           |
| 2009 | Ám Hương                                |                                        | Trình Đại/Trình Viễn | Vương Lạc Đan                                                  | 33     |           |
| 2010 | Bong Bóng Mùa Hè                        | Summer Desire                          | Lạc Hi               | Từ Hy Viên, Hà Nhuận Đông                                      | 26     |           |
| 2013 | Tinh Trung Nhạc Phi                     | The Patriot Yue Fei                    | Nhạc Phi             | Lâm Tâm Như                                                    | 69     |           |
| 2013 | Long Môn Phiêu Cục                      | Longmen Express                        | Hoàng Nhất Bình      |                                                                | 40     | Khách mời |
| 2015 | Cẩm Tú Duyên: Hoa Lệ Mạo Hiểm           | Cruel Romance                          | Tả Chấn              | Trần Kiều Ân                                                   | 40     |           |
| 2016 | Mật Thám Hoan Hỉ                        | Happy Mitan                            | Hà Thần              |                                                                | 44     |           |
| 2017 | Lang Nha Bảng 2 - Phong Khởi Trường Lâm | Nirvana in Fire 2                      | Tiêu Bình Chương     | Lưu Hạo Nhiên, Đồng Lệ Á, Trương Huệ Văn                       | 50     |           |
| 2017 | Thượng Cổ Tình Ca                       | A Life Time Love                       | Xích Vân             | Tống Thiến, Thịnh Nhất Luân                                    | 54     |           |
| 2018 | Em Đã Đến Trễ Nhiều Năm                 | The Years You Were Late                | Mộc Kiến Phong       | Tần Hải Lộ, Ân Đào, Tào Bính Khôn, Chương Gia, Phạm Chí Bác    | 52     |           |
| 2020 | Bên Tóc Mai Không Phải Hải Đường Hồng   | Winter Begonia                         | Trình Phượng Đài     | Bạch Băng, Doãn Chính, Huỳnh Thánh Y, Mã Tô, Xa Thi Mạn        | 49     |           |
| 2021 | Nguy Cơ Tiên Sinh                       | Game Changer                           | Lâm Trung Thạc       | Thái Văn Tịnh, Đàm Trác                                        | 38     |           |
| 2021 | Vinh quang và mộng tưởng                | Glory and Dreams                       | Chu Ân Lai (trẻ)     | Hầu Kinh Kiện, Đường Quốc Cường,...                            | 40     |           |

### Phim điện ảnh
| Năm  | Tên                            | Tên Tiếng Anh                           | Vai                                          | Bạn Diễn                                                                       | Ghi Chú   |
| ---- | ------------------------------ | --------------------------------------- | -------------------------------------------- | ------------------------------------------------------------------------------ | --------- |
| 1999 | Chúng Ta Kết Hôn Đi            |                                         | Lý Tuấn                                      | Diêu Thiên Vũ                                                                  |           |
| 2000 | Minh Lượng Đích Tâm            | Bright Heart                            | Mã Lực                                       | Đào Hồng                                                                       |           |
| 2005 | Long Uy Phụ Tử                 | Legend of the Dragon                    | Kì Phong                                     | Hồng Kim Bảo, Ngô Diệu Hán                                                     |           |
| 2006 | A Bảo Đích Cố Sự               |                                         | Cảnh sát                                     | Nhiếp Viễn, Lưu Đào, Hứa Tình, Lưu Diệc Phi                                    |           |
| 2006 | Dạ Yến                         | The Banquet                             | Ân Chuẩn                                     | Chương Tử Di, Chu Tấn, Ngô Ngạn Tổ, Cát Ưu, Mã Tinh Võ                         |           |
| 2008 | Ái Tình Tả Đăng Hữu Hành       | Fit Lover                               | Cảnh sát trường giao thông                   | Tô Hữu Bằng, Lâm Gia Hân, Đặng Siêu, Phạm Vỹ, Huỳnh Lỗi, Đồng Đại Vi, Lục Nghị |           |
| 2008 | Tình Yêu Kêu Gọi Dịch Chuyển 2 | Call For Love 2                         | Cảnh sát giao thông đẹp trai                 |                                                                                |           |
| 2009 | Siêu Xạ Thủ                    | The Sniper                              | Lăng Tịnh                                    | Nhậm Hiền Tề, Trần Quán Hy, Lâm Bảo Di                                         |           |
| 2009 |                                | Tiny Dust, True Love                    | Cảnh sát giao thông                          | Đường Quốc Cường, Nghê Bình                                                    |           |
| 2009 | Đại Nghiệp Kiến Quốc           | The Founding of a Republic              | Lý Ngân Kiều/vệ sĩ trưởng của Mao Trạch Đông |                                                                                | Khách mời |
| 2009 | Phong Thanh                    | The Message/Sound of The Wind           | Trình Viễn, Trình Đại                        | Châu Tấn, Lý Băng Băng, Trương Hàm Dư, Tô Hữu Bằng                             |           |
| 2010 | Diệp Vấn 2: Tông Sư Truyền Kỳ  | IP Man 2:Legend Of The Grandmaster      | Huỳnh Lương                                  | Chung Tử Đơn, Hồng Kim Bảo, Hùng Đại Lâm, Thích Tiểu Long                      |           |
| 2010 | Đường Bá Hổ Diễm Thu Hương 2   | Flirting Scholar 2                      | Đường Bá Hổ                                  | Trương Tĩnh Sơ, Nhậm Hiền Tề, Chu Lập Ba                                       |           |
| 2010 | Long Phụng Điếm                | Adventure Of The King                   | Đường Bá Hổ                                  | Nhậm Hiền Tề, Từ Hy Viên, Hoắc Tư Yến, La Gia Anh                              | Khách mời |
| 2010 | Triệu Thị Cô Nhi               | The Orphan of Zhao                      | Hàn Quyết                                    | Phạm Băng Băng, Triệu Văn Trác, Vương Học Triết, Cát Ưu, Hải Thanh             |           |
| 2012 | Xuân Kiều Và Chí Minh          | Love In The Buff                        | Hải Quỳ                                      | Dương Mịch, Dương Thiên Hoa, Dư Văn Lạc                                        |           |
| 2012 | Thất Phu                       | An Inaccurate Memoir                    | Phương Hữu Vọng                              | Trương Dịch, Trương Hâm Nghệ, Bao Tiểu Bách                                    |           |
| 2012 | Âm Mưu Hoàng Tộc               | The Guillotines                         | Thiên Lang                                   | Nguyễn Kinh Thiên, Lý Vũ Xuân, Lưu Vĩ Cường, Dư Văn Lạc                        |           |
| 2012 | Thủ Lĩnh Cuối Cùng             | The Last Tycoon                         | Đại Khí                                      | Châu Nhuận Phát, Hồng Kim Bảo, Ngô Trấn Vũ                                     |           |
| 2012 | Huyết Trích Tử                 | The Guillotines                         | Thiên Lang                                   | Nguyễn Kinh Thiên, Tỉnh Bách Nhiên, Lưu Vỹ Cường...                            |           |
| 2013 | Những Giấc Mơ Mỹ Ở Trung Quốc  | American Dreams In China                | Thành Đông Thanh                             | Đặng Siêu, Đồng Đại Vi                                                         |           |
| 2013 | Thần Thám Xuất Thần            | Badges of Fury                          | Interpol                                     | Lý Liên Kiệt, Liễu Nham, Lưu Thi Thi, Trần Nghiên Hy                           |           |
| 2013 | Chuyện Phong Hoa Tuyết Nguyệt  | Crimes of Passion                       | Tiểu Vũ                                      | Angelababy, Jae Hee                                                            |           |
| 2013 |                                | Saving Mother Robot                     | Tiểu Thiết                                   | Từ Nhược Tuyên, Dương Mịch, Tăng Chí Vĩ                                        |           |
| 2013 | Thần Kỳ                        | Amazing                                 | Băng Sơn                                     | Kim Ah-joong, Quách Thái Khiết, Phùng Đức Luân, Huỳnh Dịch                     |           |
| 2014 | Kích Lãng Thanh Xuân           | Breaking The Waves                      | Hà Thiên Hoa                                 | Trần Kiều Ân                                                                   |           |
| 2014 | Bạch Phát Ma Nữ                | The White Haired Witch Of Lunar Kingdom | Trác Nhất Hàng                               | Phạm Băng Băng, Triệu Văn Trác                                                 |           |
| 2014 | Học Cách Yêu                   | Women Who Flirt                         | Marco                                        | Châu Tấn, Tuỳ Đường, Tạ Y Lâm                                                  |           |
| 2014 | Thái Bình Luân                 | The Crossing                            | Lôi Nghĩa Phương                             | Song Hye-kyo, Kim Thành Vũ, Nagasawa Masami                                    |           |
| 2015 | Bạo Phong Ngữ                  | Insanity                                | Bạo Phong Ngữ                                | Lưu Thanh Vân, Tiết Khải Kì, Phương Trung Tín, Diệp Tuyền                      |           |
| 2015 | Bên Nhau Trọn Đời              | Silent Separation                       | Hà Dĩ Thâm                                   | Angelababy, Dương Mịch, Đồng Đại Vi                                            |           |
| 2015 | Khuấy Đảo Hollywood            | Hollwood Adventures                     | Jim                                          | Đồng Đại Vi, Triệu Vy                                                          |           |
| 2015 | Thái Bình Luân 2               | The Crossing 2                          | Lôi Nghĩa Phương                             | Kim Thành Vũ, Song Hye-kyo, Chương Tử Di                                       |           |
| 2016 | Đại Đường Huyền Trang          |                                         | Huyền Trang                                  | La Tấn, Từ Tranh, Thang Trấn Nghiệp, Triệu Văn Tuyên                           |           |
| 2016 | Phong Thần Truyền Kỳ           | League of Gods                          | Dương Tiển                                   | Lý Liện Kiệt, Phạm Băng Băng, Cổ Thiên Lạc, Lương Gia Huy                      |           |
| 2016 | Vương Bài Đối Vương Bài        | Mission Milano                          | Lạc Thiên Hào                                | Lưu Đức Hoa, Vương Tổ Lam, Thẩm Đằng                                           |           |
| 2018 | Kế hoạch đào tẩu 2: Địa ngục   | Escape Plan 2: Hades                    | Shu Ren                                      | Sylvester Stallone, Dave Bautista                                              |           |
| 2018 | Vô Vấn Tây Đông                | Forever Young                           | Trần Bằng                                    | Chương Tử Di, Trương Chấn                                                      |           |
| 2019 | Liệt Hỏa Anh Hùng              | The Bravest                             | Jiang Li Wei                                 | Đỗ Giang, Đàm Trác, Dương Tử, Âu Hào                                           |           |
| 2019 | Bát bách                       | The Eight Hundred                       | Đặc phái viên                                | Lý Thần, Trịnh Khải,...                                                        |           |

## Giải thưởng
2006
- Nam diễn viên thời trang (Trung Quốc) tại "Giải thưởng thời trang Trung Quốc 2006"

2007
- Giải thưởng âm nhạc đầu tiên với ca khúc "Ám luyến" [tình yêu thầm kín] và ca sĩ nhạc pop hot nhất TQ.
- Giải thưởng Ngôi sao của năm do chuyên gia của tạp chí Beijing Youth Weekly bình chọn.

2008
- Đoạt giải tại lễ trao giải 9+2 Music Award ở Hồng Kông
  1. Nam ca sĩ đại lục xuất sắc nhất
  2. Ca sĩ đại lục mới xuất sắc nhất
  3. Bài hát "What ever is OK" là một trong các bài hát xuất sắc nhất
- Nam diễn viên truyền hình được yêu thích nhất của Sina.
- Nam diễn viên truyền hình có ảnh hưởng nhất của đài truyền hình Hàng Châu
- Một lần nữa giành giải Ngôi sao của năm của tạp chí Bejing Youth BQ 2008
- Đoạt giải tại Wireless Music Award

2009
- Đoạt giải All-round Artist of the year (Nghệ sĩ toàn năng của năm) trong lễ trao giải âm nhạc Chinese Music Award tại Bắc Kinh. Ca khúc "Thẻ người tốt" được bầu là ca khúc của năm.

2013
Giải Kim Kê cho Diễn viên nam chính xuất sắc nhất trong phim "Những giấc mơ Mỹ ở Trung Quốc"
2014
Giải Bách Hoa cho nam diễn viên xuất sắc nhất trong phim "Những giấc mơ Mỹ ở Trung Quốc"
2020
Giải Kim Kê và giải Bách Hoa lần thứ 35 cho Nam diễn viên chính xuất sắc nhất trong phim "Liệt hoả anh hùng"